# Raimondo Ponte
Raimondo Ponte est un joueur, puis entraîneur de football suisse né le 4 avril 1955 à Windisch dans le canton d'Argovie.

## Clubs (joueur)
- 1972-1975 :  FC Aarau
- 1975-1980 :  Grasshopper-Club Zurich
- 1980-1981 :  Nottingham Forest
- 1980-1981 :  Sporting Club de Bastia
- 1982-1988 :  Grasshopper-Club Zurich
- 1988-1991 :  FC Baden

## Palmarès (joueur)
- 34 sélections et 2 buts en équipe de Suisse
- Champion de Suisse en 1978, 1983 et 1984 avec le Grasshopper-Club Zurich
- Co-meilleur buteur de la Coupe UEFA en 1978 avec le Grasshopper-Club Zurich
- Vainqueur de la Coupe de Suisse en 1983 et 1988 avec le Grasshopper-Club Zurich
- Finaliste de la Coupe des Alpes en 1987 avec le Grasshopper-Club Zurich

## Clubs (entraîneur)
- 1988-1994 :  FC Baden
- 1995-2000 :  FC Zurich
- 2001-2002 :  FC Lucerne
- 2002-2003 :  Carrarese Calcio
- 2003-2004 :  FC Wohlen
- 2005-2007 :  YF Juventus
- 2007-2012 :  FC Chiasso
- 2012-août 2012 :  Bellinzone
- 2012-2013 :  FC Lugano
- février-juin 2014 :  FC Sion
- 2015- juin 2019 :  FC Aarau
- 2017 - 2019 :  FC Basel
- 2020 - Sportchef FC Aarau